# Bee's Knees
Le Bee's Knees est un cocktail à base de gin, de jus de citron fraîchement pressé et de miel. Il est servi secoué et frais, souvent garni d'un zeste de citron. Il a été créé pendant la prohibition américaine (1920-1933), lorsque les boissons alcoolisées étaient illégales. Le nom vient d'une expression familière signifiant « le meilleur ».
Au sens propre, bee's knees signifie « genoux d'abeille », mais au sens figuré, cela signifie quelque chose comme « la huitième merveille », « la meilleure du monde », ou « l'ultime ».
Comme de nombreux cocktails de l'époque de la Prohibition, le Bee's Knees a été inventé pour masquer l'arôme et le goût des spiritueux artisanaux de mauvaise qualité, en l'occurrence le gin artisanal (bathtub gin),. L'ajout de miel était considéré comme étrange par certains à l'époque, le sucre étant plus courant. Le miel adoucit la boisson et peut la rendre acceptable pour les personnes qui n'aiment normalement pas le gin.

## Variantes
- Le Barr Hill Gin est parfois recommandé pour son infusion de miel, bien que d'autres gins puissent être utilisés[1].
- Le miel peut être dilué à 1:1 avec de l'eau chaude pour en fluidifier la consistance[2]. Il peut également être dilué dans du sirop.
- Un brin de basilic peut être utilisé comme garniture à la place du citron.
- Certaines variations incluent le jus d'orange[3].
- Une touche d'abstinthe et de bitters à l'orange peut être ajoutée pour obtenir une variante appelée Oldest Living Confederate Widow (« La Plus Ancienne Veuve confédérée »[4].
- 50 ml de gin, 2 cuillères à soupe de miel mélangées à 20 ml d'eau et 20 ml de jus de citron[5].